# All the K-pop
All the K-Pop (em coreano: 올 더 케이팝) foi um programa de variedades sul-coreano, que ia ao ar nas noites de terça no canal MBC Music.   O show foi apresentado por Boom, Park Jae-min e Mir do MBLAQ. 
Os episódios 23 e 25 foram os dois vídeos coreanos mais vistos (sem contar os videoclipes e programas musicais) no YouTube em 2013, e o episódio 26 ficou em oitavo lugar. Esses três vídeos tiveram 6,7 milhões de visualizações no final do ano, com cerca de 80% deles de outros países. 

## Anfitriões
- Boom
- Park Jae-min
- Mir (MBLAQ)

### MCs convidados
- Seungho (MBLAQ)
- Min (Miss A)

## Lista de episódios
| Episódio | Data de Ar              | Convidados |
| -------- | ----------------------- | --- |
| 1        | 8 de agosto de 2012     | Sistar |
| 2        | 15 de Agosto de 2012    | Sistar |
| 3        | 24 de Agosto de 2012    | MBLAQ, Jisoo (TAHITI) |
| 4        | 31 de Agosto de 2012    | MBLAQ, Jisoo (TAHITI) |
| 5        | 7 de Setembro de 2012   | BEAST, Tia (Chocolat) |
| 6        | 14 de Setembro de 2012  | BEAST, Tia (Chocolat) |
| 7        | 21 de Setembro de 2012  | KARA, VIXX (N, Hongbin) |
| 8        | 28 de Setembro de 2012  | KARA, VIXX (N, Hongbin) |
| 9        | 5 de Outubro de 2012    | Secret, Park Tae-yang (ChAOS), Yoo Hyung-doo |
| 10       | 12 de Outubro de 2012   | Secret, Park Tae-yang (ChAOS), Yoo Hyung-doo |
| 11       | 19 de Outubro de 2012   | |
| 12       | 26 de Outubro de 2012   | Super Junior (Leeteuk, Shindong), Jisoo (TAHITI), Surin (Two X) |
| 13       | 2 de novembro de 2012   | Super Junior (Leeteuk, Shindong), Jisoo (TAHITI), Surin (Two X) |
| 14       | 9 de novembro de 2012   | Miss A, 24K (Sungoh, Daeil) |
| 15       | 16 de novembro de 2012  | Miss A, 24K (Sungoh, Daeil) |
| 16       | 23 de novembro de 2012  | F.T. Island, Crayon Pop (Ellin, Way) |
| 17       | 30 de novembro de 2012  | F.T. Island, Crayon Pop (Ellin, Way) |
| 18       | 14 de dezembro de 2012  | |
| Special  | 28 de dezembro de 2012  | Prêmio Awesome Rookie de classe mundial (WARA) |
| Special  | 4 de janeiro de 2013    | Prêmio Awesome Rookie de classe mundial (WARA) |
| 19       | 22 de janeiro de 2013   | |
| Special  | 5 de fevereiro de 2013  | Nos bastidores de All the K-pop |
| 20       | 12 de fevereiro de 2013 | Novo Ano Lunar Especial |
| 21       | 19 de fevereiro de 2013 | Novo Ano Lunar Especial |
| 22       | 26 de fevereiro de 2013 | Nos bastidores de WARA Convidado especial: SPICA |
| 23       | 5 de março de 2013      | Seungho (MBLAQ), VIXX (N, Ken, Hongbin), Myname (Insoo, Seyong), Ellin (Crayon Pop), Jisoo (TAHITI), Zinni (GLAM), Kyungri (Nine Muses), Eun-young (Two X)                                           |
| 24       | 12 de março de 2013     | Seungho (MBLAQ), VIXX (N, Ken, Hongbin), Myname (Insoo, Seyong), Ellin (Crayon Pop), Jisoo (TAHITI), Zinni (GLAM), Kyungri (Nine Muses), Eun-young (Two X)                                           |
| 25       | 19 de março de 2013     | 100% (Minwoo, Sanghoon, Rockhyun), Kang Jun (C-Clown), Insoo (Myname), Zinni (GLAM), Ellin (Crayon Pop), Jisoo (TAHITI), Yang Jiwon (SPICA), Tasha (Skarf)                                           |
| 26       | 26 de março de 2013     | 100% (Minwoo, Sanghoon, Rockhyun), Kang Jun (C-Clown), Insoo (Myname), Zinni (GLAM), Ellin (Crayon Pop), Jisoo (TAHITI), Yang Jiwon (SPICA), Tasha (Skarf)                                           |
| 27       | 2 de abril de 2013      | B1A4, Min (Miss A) |
| 28       | 9 de abril de 2013      | B1A4, Min (Miss A) |
| 29       | 16 de abril de 2013     | Bada, Seungho (MBLAQ), Myname (Insoo, Seyong) |
| 30       | 23 de abril de 2013     | Bada, Seungho (MBLAQ), Myname (Insoo, Seyong) |
| 31       | 30 de abril de 2013     | Destaques de todo o K-pop |
| 32       | 7 de maio de 2013       | ZE:A FIVE, Saem (Rania), Hani (EXID) |
| 33       | 14 de maio de 2013      | ZE:A FIVE (except Siwan), Eunji (GI), Hani (EXID) |
| 34       | 21 de maio de 2013      | Seungho (MBLAQ), VIXX (N, Ken, Hongbin), Taewoon (SPEED), Kevin (ZE:A FIVE), Ellin (Crayon Pop), Hani (EXID), Zinni (GLAM), Kyungri (Nine Muses), Cao Lu (Fiestar)                                   |
| 35       | 28 de maio de 2013      | Seungho (MBLAQ), VIXX (N, Ken, Hongbin), Taewoon (SPEED), Kevin (ZE:A FIVE), Ellin (Crayon Pop), Hani (EXID), Zinni (GLAM), Kyungri (Nine Muses), Cao Lu (Fiestar)                                   |
| 36       | 9 de julho de 2013      | Férias especiais de verão: Miss A (Fei, Min), NS Yoon-G, Hello Venus (Nara, Yooara), Park Eun-ji, Ahn Jae-hyun, Ahn Hyung-joon, Oh Hyun-woong, Lee Hyun-jae, Insoo (Myname), Sungjun (Boys Republic) |
| 37       | 16 de julho de 2013     | Férias especiais de verão: Miss A (Fei, Min), NS Yoon-G, Hello Venus (Nara, Yooara), Park Eun-ji, Ahn Jae-hyun, Ahn Hyung-joon, Oh Hyun-woong, Lee Hyun-jae, Insoo (Myname), Sungjun (Boys Republic) |
| 37       | 16 de julho de 2013     | MBLAQ |
| 38       | 23 de julho de 2013     | |
| 39       | 30 de julho de 2013     | Dignidade especial de ídolo de verão: History, 100%, Boys Republic, GI, Speed, Z.Hera |
| 40       | 6 de agosto de 2013     | VIXX |
| 41       | 13 de agosto de 2013    | Dignidade especial de ídolo de verão: History, 100%, GI, Speed, Z.Hera, Sunny Hill, Jewelry, Dal Shabet, MR.M, 2Eyes                                                                                 |